# Лечжун-Сасачжа
Лечжун-Сасачжа (бирм. လေးကျွန်းစစကြာ) — религиозное скульптурное сооружение, расположенное в сельской местности Кхатакан-Таунг, недалеко от города Моунъюа (бирм. မုံရွာမြို့), округа Сикайн, Мьянма. Представляет собой 116-метровую статую стоящего Будды, установленную на постамент высотой 13,4 м, таким образом общая высота сооружения составляет 129,24 м. Строительство началось в 1996 году и было завершено спустя 12 лет. Официальная церемония открытия состоялась 21 февраля 2008 года. На тот момент Лечжун-Сасачжа являлась самой высокой в мире статуей.

## Описание
Пьедестал состоит из двух ступеней, основная восьмигранная, напоминает ступенчатую продолговатую пирамиду с усечёнными углами и вершиной, на ней расположена вторая — овальная, на которой непосредственно и установлена статуя. Преобладающим цветом окраски пьедестала и статуи является жёлтый. Статуя полая, внутреннее пространство организовано в виде многоэтажного музея предметов буддийского религиозного творчества.

## Галерея

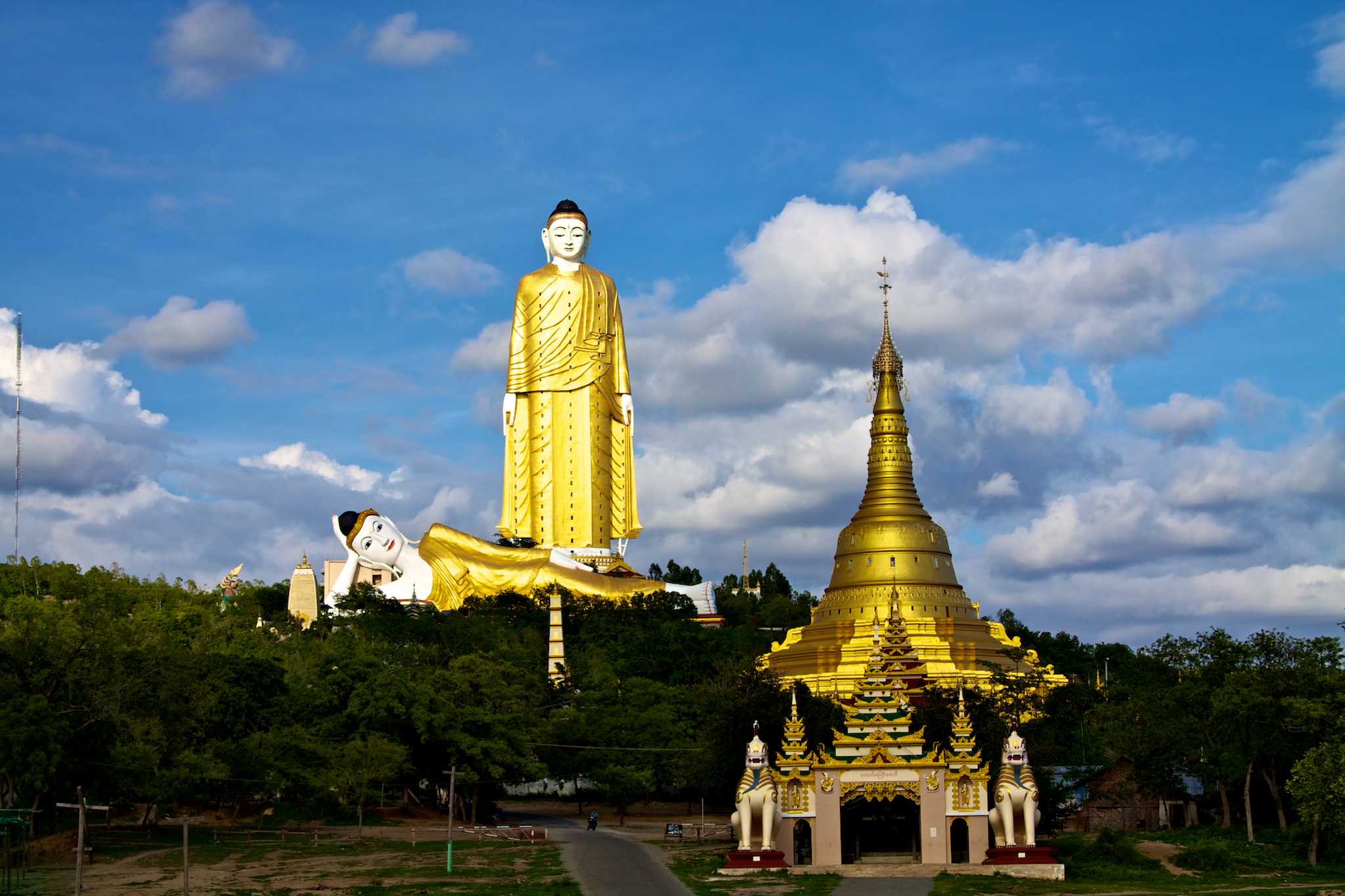
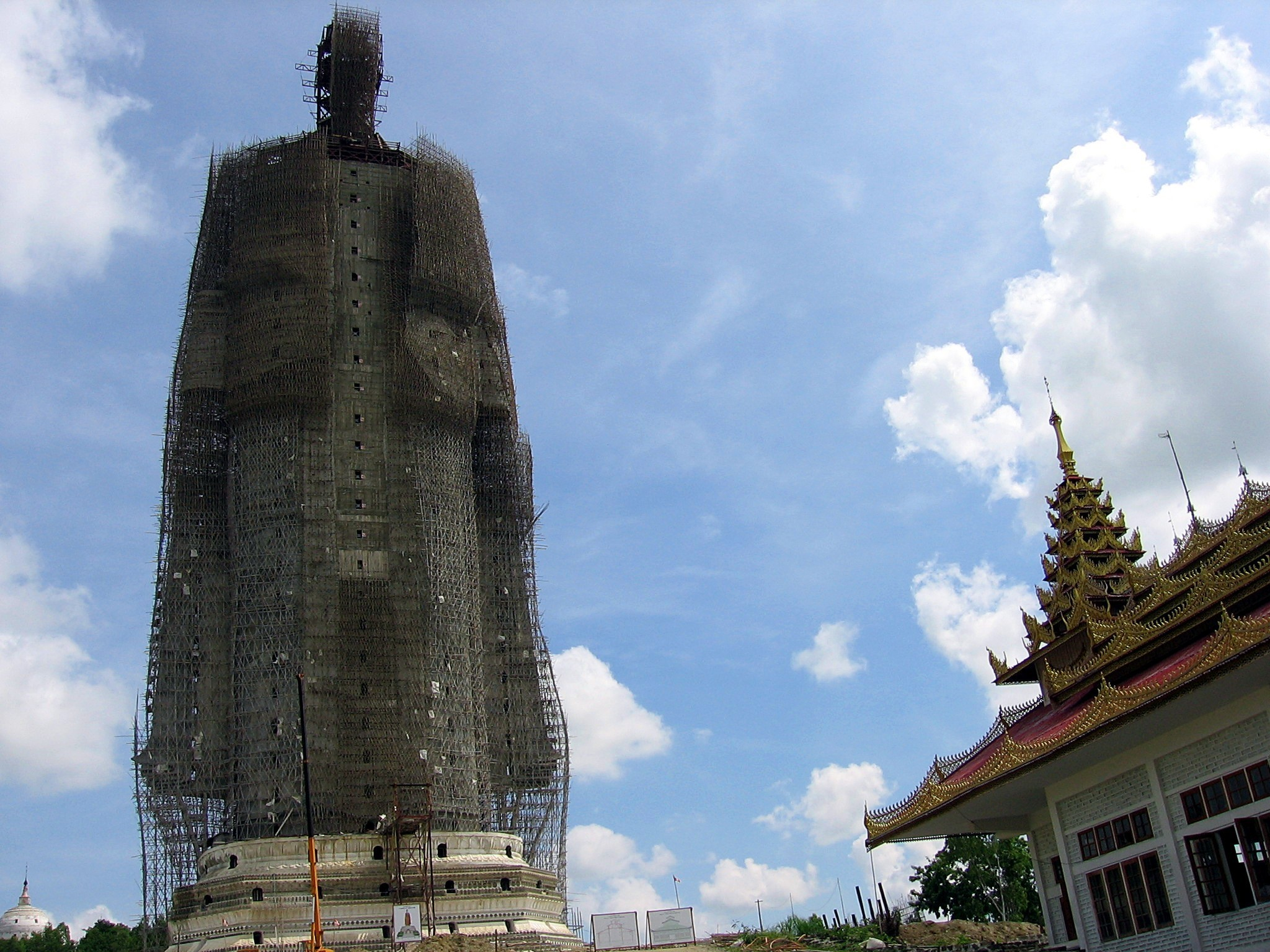
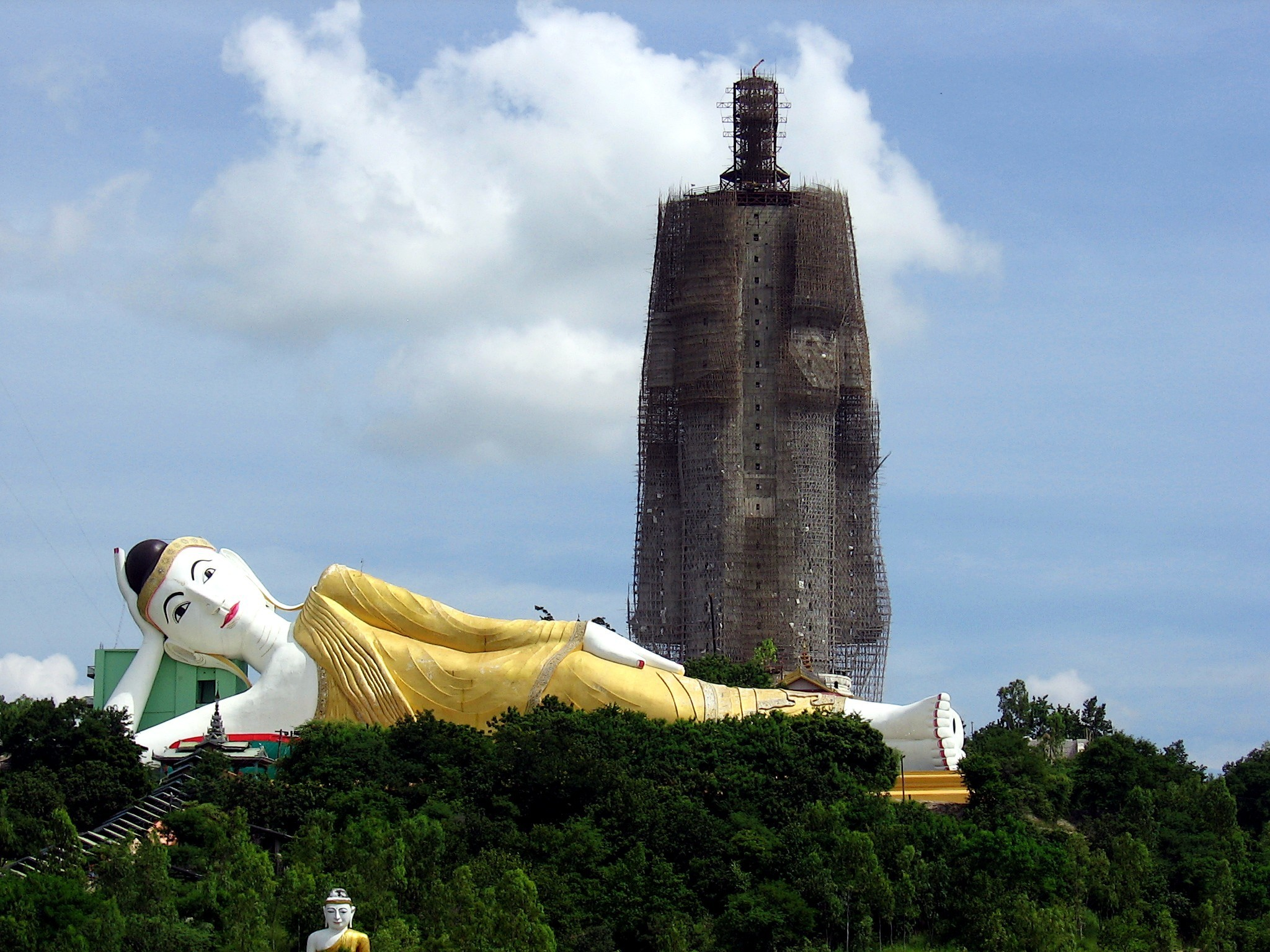
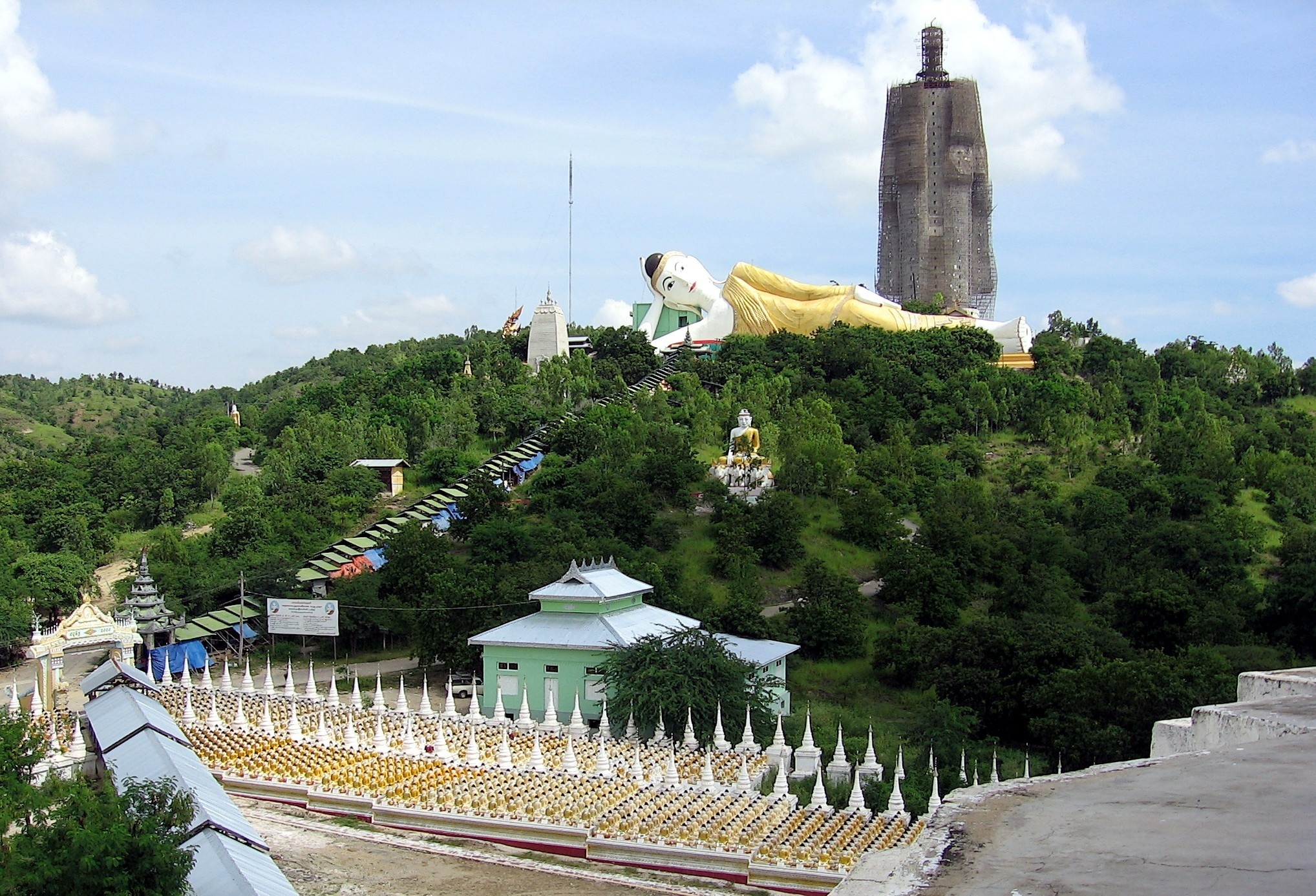